# Lhotka, Jihlava
Lhotka là một làng thuộc huyện Jihlava, vùng Vysočina, Cộng hòa Séc.